# Jonathan Ngwem
Jonathan Joseph Ngwem (né le 20 juillet 1991 au Cameroun) est un joueur de football international camerounais, qui évolue au poste de défenseur.

## Biographie

### Carrière en sélection
Il reçoit sa première sélection en équipe du Cameroun le 31 octobre 2015, contre le Congo (victoire 0-1).
Il participe ensuite au championnat d'Afrique des nations 2016 organisé au Rwanda. Le Cameroun atteint les quarts de finale de la compétition, en étant battu par la Côte d'Ivoire.
En janvier 2017, il est retenu par le sélectionneur Hugo Broos afin de disputer la Coupe d'Afrique des nations 2017 qui se déroule au Gabon.

### Palmarès
Avec  Cameroun :
- Vainqueur de la Coupe d'Afrique des nations en 2017.